# Ptygonotus xinglongshanensis
Ptygonotus xinglongshanensis är en insektsart som beskrevs av Zheng, Z., Yide Wang, S. Pan, Yuanlin Zhang och A. Z. Ptygonotus xinglongshanensis ingår i släktet Ptygonotus och familjen gräshoppor. Inga underarter finns listade i Catalogue of Life.